# Basketball under sommer-OL 2016 – Mændenes turnering
Mændenes turnering i basketball ved sommer-OL 2016 i Rio de Janeiro begyndte d. 6 august og sluttede d. 21. august 2016.
Finalen i denne disciplin var den sidste begivenhed inden afslutningsceremonien.
USA vandt deres 15. guldmedalje efter at have besejret Serbien 96-66 i finalen den største sejrsmargin i en finale siden olympiaden i 1992. Spanien vandt bronzemedalje efter en 89-88 sejr over Australien.

## Konkurrencetidsplan
| G | Gruppekampe | ¼ | Kvartfinaler | ½ | Semifinaler | B | Bronzemedaljekamp | F | Finale |

| Lørdag 6 | Søndag 7 | Mandag 8 | Tirsdag 9 | Onsdag 10 | Torsdag 11 | Fredag 12 | Lørdag 13 | Søndag 14 | Mandag 15 | Tirsdag 16 | Onsdag 17 | Torsdag 18 | Fredag 19 | Lørdag 20 | Lørdag 20 | Søndag 21 | Søndag 21 |
| -------- | -------- | -------- | --------- | --------- | ---------- | --------- | --------- | --------- | --------- | ---------- | --------- | ---------- | --------- | --------- | --------- | --------- | --------- |
| G        | G        | G        | G         | G         | G          | G         | G         | G         | G         |            | ¼         |            | ½         |           |           | B         | F         |

## Dommere
Følgende dommere blev udvalgt til turneringen..
- Carlos Júlio
- Leandro Lezcano
- Scott Beker
- Vaughan Mayberry
- Guilherme Locatelli
- Cristiano Maranho
- Karen Lasuik
- Stephen Seibel
- Duan Zhu
- Sreten Radović
- Natalia Cuello
- Eddie Viator
- Robert Lottermoser
- Anne Panther
- Christos Christodoulou
- Nadege Zouzou
- Hwang In-tae
- Oļegs Latiševs
- José Reyes
- Chahinaz Boussetta
- Ahmed Al-Bulushi
- Ferdinand Pascual
- Piotr Pastusiak
- Roberto Vázquez
- Ilija Belošević
- Damir Javor
- Juan Carlos García
- Carlos Peruga
- Borys Ryzhyk
- Steven Anderson